# Converbo
Nella linguistica teorica, un converbo è una forma verbale indefinita che serve a esprimere subordinazione avverbiale, cioè nozioni come "quando", "perché", "dopo", "mentre".
I converbi si differenziano dai coverbi, poiché questi ultimi hanno predicati complessi nelle lingue che hanno una costruzione del verbo seriale.
Il termine converbo venne coniato per il mongolo da Ramstedt (1903) e fino ad ora veniva in massima parte usato dagli specialisti delle lingue mongola e turca per descrivere i verbi indefiniti che potrebbero essere utilizzati per la coordinazione o subordinazione. Nedjalkov & Nedjalkov (1987) adottarono per la prima volta il termine per l'uso tipologico generale, seguiti da Haspelmath & König (1995).
Un converbo dipende sintatticamente da un'altra forma verbale, ma non è il suo argomento. Può essere un elemento aggiuntivo, cioè un avverbiale, ma non può essere né l'unico predicato di una frase semplice né l'argomento proposizionale (cioè non può dipendere da predicati come "ordinare" ecc.) (Nedjalkov 1995: 97).
Esaminiamo un esempio dal mongolo khalkha:
hün inee-ž ehel-megc zürh anh-and-aa hüčtej cohil-ž aažmaar cohilt-yn hem neg hev-end or-dog baj-na.
essere umano ridere-ž incominciare-megc cuore inizio-dativo-possessivo riflessivo battere forte-ž battere lentamente-genitivo ritmo un'unica forma-dativo entrare-participio_di_abitudine essere-non passato
“Non appena un essere umano incomincia a ridere, all'inizio il suo cuore batte forte e lentamente il ritmo del battito assume un'unica forma (continua).”
In questa frase, il converbo -megc denota che non appena la prima azione è stata incominciata/completata, incomincia la seconda azione. Così, la frase  subordinata si può intendere come un avverbiale temporale. Non c'è alcun contesto in cui la struttura dell'argomento di un altro verbo o costruzione richiederebbe la presenza di -megc e non c'è alcun modo (eccetto eventualmente il caso di un ripensamento) in cui una proposizione con -megc potrebbe venire alla fine della frase. Così, -megc si qualifica come un converbo in senso linguistico generale. Tuttavia, dal punto di vista della filologia mongola (e del tutto in accordo con Nedjalkov 1995 e Johanson 1995), vi è un secondo converbo in questa frase: -ž. Nella sua prima apparizione, esso è modificato dal coverbo ehel- "incominciare", il quale a sua volta fa sì che il verbo modificato debba prendere questo suffisso. Tuttavia, questo stesso suffisso verbale si usa dopo il verbo "battere" che finisce una proposizione infinitiva indipendente che precede temporalmente la proposizione seguente, ma non la modifica in alcun modo che potrebbe essere adatto a un avverbiale. Sarebbe perfino possibile che -ž contrassegni un avverbiale:
Bi … hümüüs-ijn tatgalza-h-yg tevči-ž čada-h-güj gež aj-ž zar-ž ehel-sen.
Io gente-genitivo esitare-participio_futuro-accusativo sopportare-ž potere-participio_futuro-negazione che temere-ž vendere-ž incominciare-passato.
“Io ho iniziato i miei affari, proprio all'inizio temendo che  … non sarei stato capace di sopportare l'esitazione della gente.”
Tale “polifunzionalità” è tutt'altro che rara, il giapponese e il coreano potrebbero fornire esempi simili, e la definizione della subordinazione pone ulteriori problemi. Ci sono, perciò, linguisti che suggeriscono che una limitazione del dominio del termine converbo agli avverbiali non sia adatta alla realtà della lingua (ad es. Slater 2003: 229).